# مسلمون كجراتيون
المسلمون الكجراتيون (بالغوجاراتية: ગુજરાતી મુસલમાનો، بالأردية: گجراتی مسلمان) وعادة ما تُستخدم للدلالة على المسلمون الهنود من ولاية غوجارات في الساحل الشمالي الغربي من الهند. المسلمون الغوجاراتيون بارزون جدًا في الصناعة والشركات المتوسطة الحجم، وهناك مجتمع غوجاراتي مسلم كبير جدًا في مومباي. هاجر العديد من أفراد هذا المجتمع إلى باكستان في عام 1947 واستقروا في مقاطعة السند وخاصة في كراتشي، وساهموا في الرفاه الوطني والاقتصاد في باكستان. وهناك شتات غوجاراتي منتشر منذ القرون الوسطى، منتشرون في جميع أنحاء الشرق الأدنى ومناطق المحيط الهندي وأفريقيا واليابان مع وجود ملحوظ في: هونغ كونغ، بريطانيا، البرتغال، ريونيون، عمان، اليمن (عدن)، موزمبيق، زنجبار، الإمارات العربية المتحدة، بورما، مدغشقر,، جنوب أفريقيا وموريشيوس وباكستان وشرق أفريقيا.
وفقًا لتعداد الهند لعام 2001 ، بلغ عدد السكان الغوجاراتيين المسلمين 4,592,854 نسمة، أي ما نسبته 9.064 % من مجموع سكان الولاية، غير أن أعدادا كبيرة من المسلمين الغوجاراتيين توجد ضمن السياق الأوسع للمغتربين الغوجاراتيين الذين أصبحوا متمركزين في جميع أنحاء قارات العالم.
معظم المسلمين الغوجاراتية يتحدثون الغة الغوجاراتية كلغتهم الأم، ولكن بعض المجتمعات مثل مومين أنصاري وميمون وشيخ الغوجاراتية،, وغيرهم، يتحدثون الأردية كلغتهم الأم.
غالبية المسلمين الغوجاراتيين من السنة، مع أقلية من الجماعات الشيعية كلأسماعيلية البهرة والأثنى عشرية.
كما ينقسم المسلمون الغوجاراتيون إلى مجموعات، مثل البهرة السنة / البهرة الإسماعيلية، الخوجة، البهرة الداوودية، سورتي، شعب باثان، خاتري، غانتشي، تشيبا، كل منهم يحتفظ بعاداته وتقاليده.